# حفرة العميد الأزرق
دينز بلو هول هو ثقب أزرق يقع في جزر البهاما في خليج غرب مدينة كلارينس في ل ويعد ثاني أعمق منخفض في العالم، بعد ثقب التنين في بحر الصين الجنوبي، على عمق 202 متر.

## التكوين
ثقب الأزرق هو منخفض مملوء بالماء المجرى مع مدخل تحت مستوى المياه. يمكن تشكيلها في عمليات كارستية مختلفة، على سبيل المثال، من خلال تساقط مياه الأمطار من خلال كسور صخر الأساس من الحجر الجيري على طاولة الماء.فقد تغير مستوى سطح البحر أيضا يمكننا القول ان خلال العصر الجليدي خلال عصر العصر الجليدي (العصر الجليدي)، منذ حوالي 15000 سنة ، كان مستوى سطح البحر أقل بكثير.
ثقب العميد الأزرق دائري على السطح تقريبًا، يتراوح قطره بين 25 و 35 مترًا (82-115 قدم). بعد النزولونغ آيلاند 20 مترًا (66 قدمًا)، تتسع الفتحة إلى حد كبير في كهف يبلغ قطره 100 متر (330 قدمًا).
منذ أبريل 2008، أصبحت موقع Vertical Blue ، المسابقة الدولية الحرة السنوية التي ينظمها Wiliam Trubridgel